# 動眼

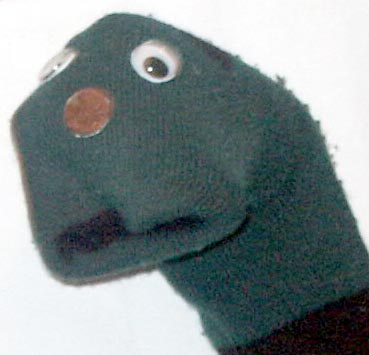
2つの動眼が付いたソックパペット

動眼（どうがん、英語: googly eyes）は、人形等に付けられる擬似的な目である。特にこの動眼は、天井が透明な素材で作られたドーム状のカプセル（白目）内に、固定されていない自由に動く目（黒目）が内包されている。プラプラと黒目が動く滑稽な様はむしろ愛らしく思われることが多いようだ。
一般的にサイズは直径3-20mm程度の物が市販されている。動眼の裏側に接着剤等を塗布して使用する物や、糸で縫い付ける物もある。最近では、あらかじめ両面テープや粘着剤が貼られている物が多い。主としては人形の仕上げに用いる物だが、ソックパペットのように何気ないものに取り付けても、擬人化されておもしろい。（関連を参照）
日本ではスズセイが発明し、昭和20年頃から特許を取得して生産していた。当時は有力な輸出商品であった。スズセイは昭和18年の創立以来、一貫して人形・動物ぬいぐるみの眼球及び付属部品の金型製作から成形、販売まで取り組んでいる。現在でも国内市場シェア率90%を誇り、目玉のスズセイと呼ばれるほどである。
ウェブサイトほぼ日刊イトイ新聞のコンテンツ『カワイイもの好きな人々。』において不定期でこの動眼を使った項目が更新されている。